# ديف جونستون
ديف جونستون (بالإنجليزية: Dave Johnston)‏ هو ضابط شرطة بريطاني، ولد في القرن العشرين.